# Europe Direct

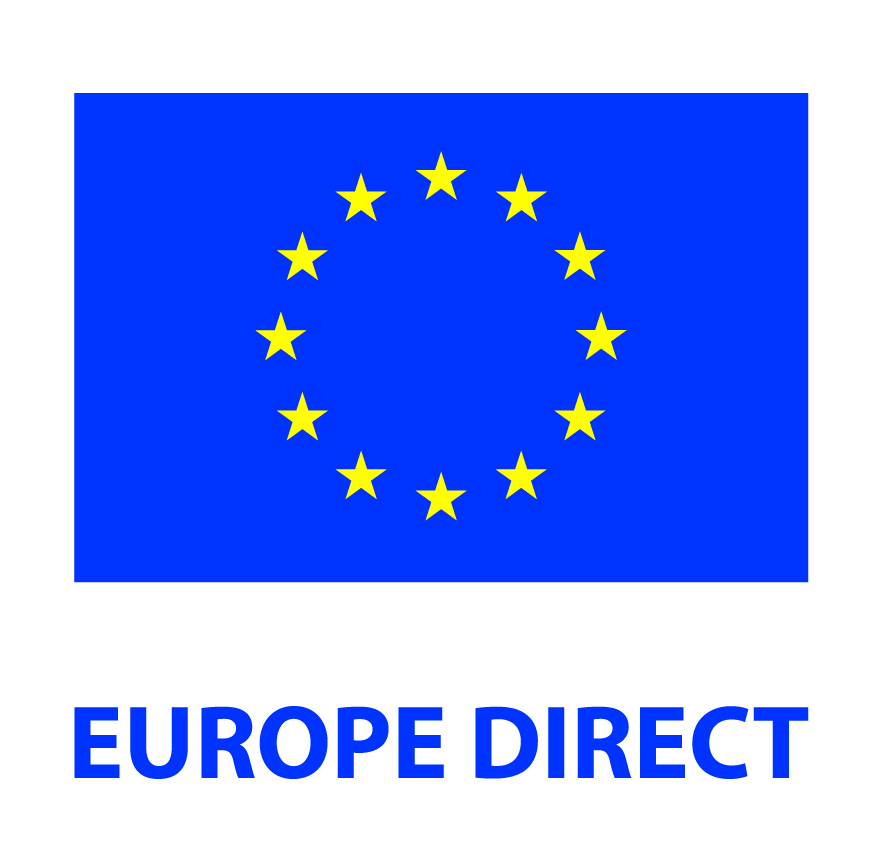
Logo Europa Direct

Europe Direct es una red de la Comisión Europea destinada a acercar las instituciones europeas al ciudadano de a pie. La atención está disponible en todos los idiomas oficiales de la Unión Europea. Esta red ofrece:
- Información general sobre temas de la UE
- Respuestas sobre cualquier política de la Unión Europea
- Información práctica sobre cualquier tema relacionado con la Unión
- Los datos de contacto de todos los organismos europeos
- Consejos sobre el modo de solucionar los problemas prácticos que se le planteen para ejercer sus derechos en Europa

Se puede contactar con esta a través:
- Teléfono (Gratuito desde cualquier país de la U.E.: 00800 6 7 8 9 10 11)
- El Centro de Documentación Europea más cercano
- Correo electrónico o a través de su web en un chat en línea (solo en inglés, español, francés, o alemán)